# Le Bataillon du ciel
Le Bataillon du ciel (Batalionul cerului) este un film francez din 1947 în două părți de Alexander Esway despre cel de-al Doilea Război Mondial. Filmul, scris de Joseph Kessel, a fost cel mai mare succes de box office din Franța în acel an, cu peste 8 milioane de bilete vândute. Prima parte, Ce ne sont pas des anges (Ei nu sunt îngeri) a fost lansată pe 8 martie 1947, a doua parte Terre de France (Țara Franței) o lună mai târziu. Durata totală este de 3 ore și 20 de minute. Acesta spune povestea trupelor franceze de parașutiști care se antrenează în Franța Liberă și apoi aterizează în Bretania cu o zi înainte de debarcarea în Normandia pentru a lupta împotriva germanilor.
În ciuda faptului că este unul dintre puținele filme care are ca subiect rezistența împotriva ocupației germane din Franța Liberă (cel mai important celălalt fiind Un taxi pentru Tobruk), a fost citat mult mai puțin în studiile filmelor franceze care tratează cel de-al Doilea Război Mondial decât filme despre rezistența din Franța ocupată sau despre eforturile Aliaților.

## Distribuție
- Raymond Bussières
- Howard Vernon
- Pierre Blanchar
- René Lefèvre
- Janine Crispin
- Marcel Mouloudji